# Steenbaars
De steenbaars (Ambloplites rupestris, synoniemen: Ambloplites ariommus, Ambloplites constellatus) is een straalvinnige vis uit de familie van zonnebaarzen (Centrarchidae) en behoort derhalve tot de orde van baarsachtigen (Perciformes).

## Kenmerken
De steenbaars kan maximaal 43 centimeter lang en 1360 gram zwaar worden. De hoogst geregistreerde leeftijd is 18 jaar.

## Leefomgeving
De steenbaars komt voor in zoetwater. De vis prefereert een gematigd klimaat. Het natuurlijke verspreidingsgebied omvat het noorden van Noord-Amerika, en met name te vinden rond de grens van Canada en de Verenigde Staten, oostelijk van de Rocky Mountains en van Canada tot de Golf van Mexico.

## Relatie tot de mens
De steenbaars is voor de visserij niet van groot commercieel belang. In de hengelsport wordt er op de vis gejaagd. De soort kan worden bezichtigd in sommige openbare aquaria.

## Naamgeving
Ook andere baarsachtigen worden soms steenbaars genoemd of verkocht als steenbaars, zoals de groene zonnebaars (Lepomis cyanellus). Ook worden andere soorten soms verkort tot steenbaars, zoals de witte steenbaars (Lithognathus lithognathus) en soms wordt de wrakbaars (Polyprion americanus) verward met de steenbaars.